# Montesa Cota
La Montesa Cota és un model de motocicleta de trial que ha estat comercialitzat ininterrompudament d'ençà de 1968 fins a l'actualitat, en una primera etapa per Montesa i posteriorment per Montesa Honda (un cop l'empresa japonesa hagué absorbit la catalana el 1986). Es tracta doncs d'una de les denominacions comercials vigents més antigues, tant pel que fa al sector del trial com al de la motocicleta en general.
Al llarg de la seva història, la Cota ha estat no només un model concret de motocicleta sinó una completa gamma, abastant durant anys un extens ventall de cilindrades, mides i acabats per tal de cobrir la demanda d'un públic divers. Des de la primera versió de la nissaga, la històrica Cota 247 (pensada inicialment com a moto de trial però esdevinguda un fenomen de vendes gràcies al seu atractiu disseny), passant per les versions infantils, les destinades als adolescents o les de tipus "trail" (adreçades a una franja d'edat més madura), la Cota s'anà diversificant durant les dècades de 1960, 1970 i 1980. Ja a començaments de la dècada de 1990, l'evolució de l'esport del trial d'una banda, i la del mercat de la motocicleta de l'altra, feu canviar la política comercial de l'empresa fins a retornar la Cota als seus orígens, especialitzant-la cada cop més com a motocicleta d'estricta competició. Els dos darrers models de la nissaga i únics en producció actualment, la Cota 4RT i la 300RR, són motocicletes de trial d'alt nivell, gairebé només a l'abast de pilots experts.
Pel que fa al vessant esportiu, la Cota ha estat des del seu naixement una de les millors motos de trial del mercat (inicialment, en forta competència amb les també catalanes Bultaco Sherpa T i OSSA MAR, més tard competint amb les italianes SWM i Fantic i actualment amb les Gas Gas, Sherco i Beta), havent assolit un gran prestigi internacional. Fou gràcies a aquest prestigi que els directius d'Honda, un cop assolit el control de Montesa, decidiren de mantenir la històrica denominació de "Montesa Cota" per a les seves noves motocicletes de trial, unes motocicletes que avui dia poc tenen ja de tecnologia catalana.

## Història

### Antecedents

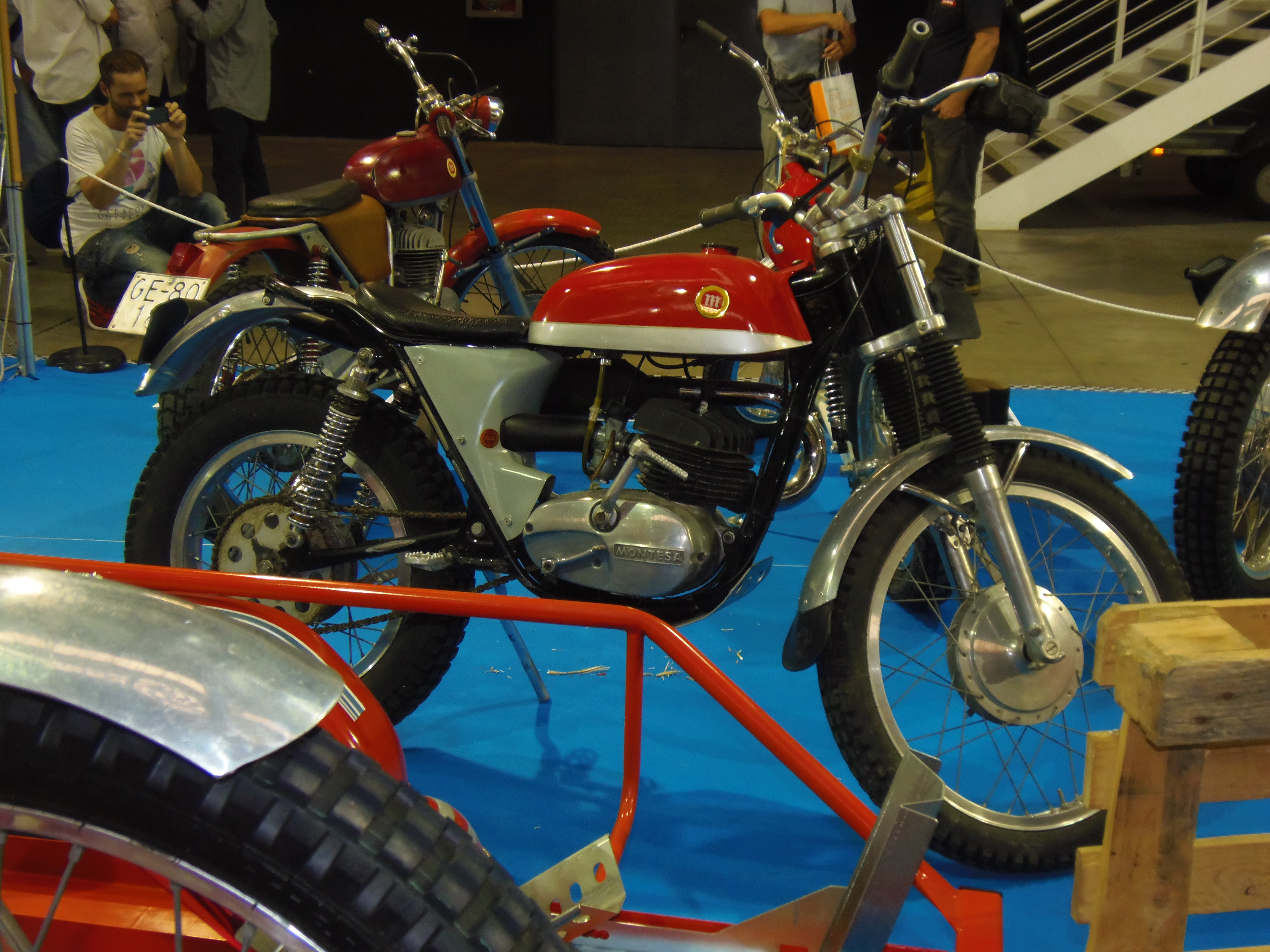
El prototipus derivat de la Impala tal com era cap a 1966

Malgrat que inicialment Montesa no es prenia el trial tan seriosament com Bultaco (l'autèntica impulsora internacional del trial amb la seva Sherpa T), ja des de 1965 Pere Pi començà a desenvolupar-ne un prototipus inicial, derivat de la Impala, el qual anà evolucionant fins que a l'abril de 1967 l'empresa presentà la seva primera moto fabricada en sèrie d'aquesta modalitat: la 250 Trial, de la qual se'n produïren només 44 unitats. Amb aquell model, Pere Pi guanyà el 1968 el primer Campionat d'Espanya de trial de la història mentre, paral·lelament, el departament d'I+D de Montesa es dedicava en ple al desenvolupament de la que hauria de ser una de les motocicletes més reeixides de l'empresa: la Cota 247.

### La Cota 247
La Cota 247 es presentà oficialment el maig de 1968 al Saló de l'Automòbil de Barcelona. Era fruit de la feina de Pere Pi en estreta col·laboració amb Jordi Ros, amb les aportacions del campió de França Christian Rayer i, més endavant, de Don Smith, un dels millors pilots de trial de l'època. El disseny, punt clau de la nova moto, fou obra de Leopoldo Milà i el resultat fou molt elogiat per la seva harmonia de línies, la cromàtica en els acabats i l'innovador disseny del conjunt dipòsit/seient d'una sola peça en fibra de vidre. La motocicleta obtingué el premi de la crítica i el Delta d'Argent ADI-FAD al millor disseny industrial i, més endavant, amb motiu dels 25 anys dels premis ADI-FAD, el Delta d'Or en reconeixement de les seves aportacions d'avantguarda. A banda, ha estat situada al setè lloc de la llista dels 100 millors dissenys de motocicletes del segle xx.

### Trial infantil: Cota 25 i 49
El 1971 Montesa va llançar la Cota 25, una petita reproducció a escala de la Cota 247 amb motor de 49 cc, destinada a infants d'entre 6 i 12 anys. Aquest model contribuí a popularitzar a Catalunya el "trial infantil", modalitat que va irrompre arreu del país amb profusió de proves pensades per a nens (amb zones fàcils, dissenyades especialment per a ells). Entre altres futurs campions, Jordi Tarrés i Àlex Crivillé van aprendre a pilotar una moto amb aquelles petites Cota. Un any més tard aparegué la Cota 49, també amb motor de 49 cc. En aquest cas, es tractava d'una evolució de l'antic model de ciclomotor fora d'asfalt Fura, adaptat al disseny de la Cota i destinat a nois de 16 anys. Aquesta versió era més potent que no la Cota 25 i estava pensada per a cobrir la franja d'edat entre els 14 i els 16 anys (és a dir, entre la Cota 25 i la 74).

### El sector adolescent: Cota 74, 123 i 172
El 1972 es presentaren la Cota 74 i la Cota 123, dues variants idèntiques del mateix model en què només canviava la cilindrada, adequada a les diferents normatives de circulació per a joves d'entre 16 i 18 anys (la de 74 cc per a l'estat espanyol i la de 123 cc per a la resta del món). Aquests models tingueren una gran acollida, esdevenint una autèntica moda i contribuint a popularitzar el trial en àmplies capes socials.
El 1974 es presentà al Saló de París la Cota 172, una evolució de la Cota 123 amb motor de 157 cc.

### La Cota 348 i la 349
Les Cota 123 i 172 evolucionaren uns anys més tard als models Cota 125 i Cota 200, però mentrestant Montesa seguia apostant pels motors de mitjana i gran cilindrada: el 1976, l'empresa arraconà definitivament la històrica Cota 247 (tot i que la seguí fabricant fins al 1980) i llançà l'esperada Cota 348 amb motor de 306 cc, un model desenvolupat per Malcolm Rathmell. El 1979 aparegué la Cota 349, evolució de la 348 amb motor apujat a 349 cc, i el 1983 la moto es rebatejà com a Cota 350.

### Montesa Honda, S.A.
A finals de la dècada de 1970, la crisi del sector a l'estat espanyol i les fortes vagues agreujaren la situació financera de l'empresa fins a fer-la entrar en suspensió de pagaments el setembre de 1983. Montesa evità el tancament tot arribant a un acord amb Honda Motor (l'any 1982) que desembocà en la creació d'una nova societat: Montesa Honda, S.A. La nova entitat seguí comercialitzant les Cota 125, 200 i 349, tot i que amb unes versions especials fabricades sota les sigles "MH" per a distribuir-les mitjançant la seva xarxa de vendes a Europa. L'u de juliol de 1986 Honda absorbí finalment Montesa Honda, S.A., tot apropiant-se de les instal·lacions i treballadors restants de Montesa a Esplugues de Llobregat.

### Renovant conceptes: Cota 330 i 304
La substituta de la Cota 350 es presentà el 1984: la nova Cota 330, amb una cilindrada de 327,8 cc i encara amb conceptes clàssics: motor refrigerat per aire (del qual se n'havia suprimit l'arrissat de les aletes), frens de tambor i doble amortidor posterior. La moto no arribà al mercat fins a 1985, el mateix any en què es presentà al Saló de Milà la més evolucionada Cota 304, aquesta ja amb importants innovacions tecnològiques (frens de disc i monoamortidor posterior) en un intent de Montesa de no quedar superada per la iniciativa dels fabricants italians (Aprilia i Beta).

### La nova generació: de la Cota 335 a la 315
El gener de 1987 sortí al mercat la nova Cota 335 i al novembre del mateix any, la Cota 307, model aquest que ha estat considerat com al primer d'una nova generació de Cotes amb motor de 250 cc competitiu al màxim nivell i que desplaçà definitivament els anteriors models amb motor basat en la Cota 348.
Les primeres versions de Cota totalment remodelades pels japonesos (ja no eren, doncs, una simple evolució dels anteriors models creats per Montesa), aparegueren a començaments de la dècada de 1990. En aquella època, tot i que les Aprilia i Beta ja tenien al mercat motocicletes de trial refrigerades per aigua, Montesa encara s'hi resistia i amb la Cota 310 de 1990 continuava oferint un producte un pèl "clàssic" per a les tendències de l'època: xassís d'acer de doble bressol i motor refrigerat per aire, per bé que sí que muntava basculant d'alumini, forquilla anterior invertida, suspensió posterior monoamortidor i doble disc de fre. La decoració era prou atrevida, combinant els colors verd i groc.
Fou amb la Cota 311 de 1992 que Montesa es posà definitivament al dia en l'apartat tècnic. D'una banda, aquest model representava una autèntica revolució dins de la marca en comptar per primera vegada amb un motor refrigerat per aigua i un bastidor (realitzat per la firma italiana Verlicchi) de tipus doble biga d'alumini. Però també representà una fita dins la història de Montesa pel fet de ser la darrera Cota a muntar un motor de la marca, ja que a partir d'aleshores tots els motors de les futures Cota anaren signats per HRC (Honda Racing Corporation).
Amb la introducció de la Cota 314 l'octubre de 1993, i especialment la Cota 315 el 1997, es produí un important pas endavant en la competitivitat dels models de trial. El seu xassís, obra d'Antonio Cobas, i el seu motor, dissenyat al Japó per HRC amb la col·laboració del departament de competició de Montesa, permeteren a Marc Colomer guanyar el Campionat del Món de trial de 1996. Des d'aleshores, la Cota 315 assolí nombrosos èxits internacionals amb pilots com ara Dougie Lampkin i Takahisa Fujinami, guanyant tots els mundials des de l'any 2000 fins al 2004.
D'altra banda, d'ençà de l'aparició de la Cota 315R comencen a fabricar-se'n versions especials per al mercat japonès sota la denominació Honda RTL (sense cap referència, doncs, a la marca "Montesa" ni al model "Cota"), costum que ha continuat amb la seva successora, la Cota 4RT.

### Les Cota de quatre temps
El 2005 es presenta la penúltima de la gamma fins ara, la nova Cota 4RT, la primera Cota equipada amb motor de quatre temps. Aquest motor, de quatre vàlvules i 249,1 cc amb refrigeració líquida, fou desenvolupat pels enginyers d'Honda a partir del de la CRF 250 de motocròs. És amb aquesta moto que Toni Bou i Laia Sanz han aconseguit els seus èxits internacionals amb Montesa. El 2015, Montesa Honda presentà una evolució de la 4RT, anomenada Cota 300RR, amb motor de quatre temps i 289 cc, encarada a la competició professional (d'aquí l'afegitó "RR", de «Ready to Race»).

## Competició
La Cota ha estat protagonista de l'època daurada del trial (la que abasta les dècades de 1960 i 1970), quan aquest esport s'expandí i assolí gran popularitat a Europa i Nord-amèrica en gran manera gràcies a aquesta moto i als èxits aconseguits pels seus famosos pilots: Don Smith, Gordon Farley, Ulf Karlson, Malcolm Rathmell, Yrjö Vesterinen, Manuel Soler o Toni Gorgot per citar-ne els més reeixits. Uns anys més tard, ja amb les Cota japoneses, pilots de nova fornada com ara Marc Colomer, Dougie Lampkin, Takahisa Fujinami, Laia Sanz o Toni Bou han seguit contribuint a engrandir el palmarès d'un nom, Montesa Cota, que ha esdevingut llegendari.

### Palmarès
Des del seu debut en competició la Cota ha guanyat, entre d'altres, un Campionat d'Europa, catorze Campionats del Món masculins, onze d'indoor i vuit de femenins, cinc vegades els Sis Dies d'Escòcia de Trial, catorze Campionats de Suècia, tretze d'Espanya, onze Itàlia i nou de britànics. Pel que fa a les categories inferiors, hi ha obtingut també nombrosos èxits: dos Campionats del Món júnior, vuit Campionats d'Europa femenins, quatre de d'Europa masculins i un d'Europa indoor.

### Campionats mundials guanyats

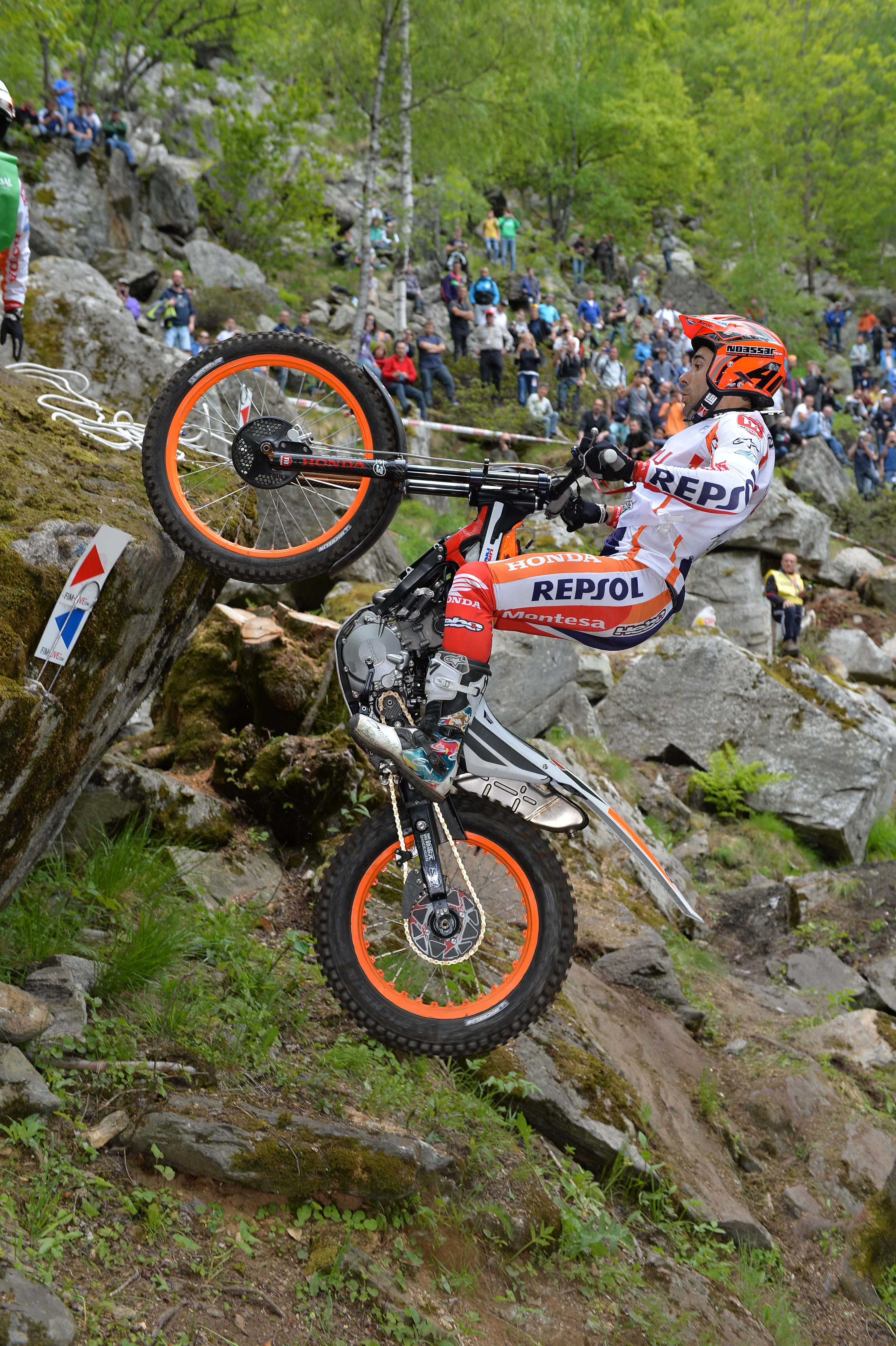
Toni Bou amb la Cota 4RT el 2014

- Els campionats mundials de trial obtinguts per pilots de la Montesa Cota són aquests:[a 1]

A 12 de setembre de 2017
| Any   | Campionat del Món (pilots) | Campionat del Món (pilots) | Campionat del Món (pilots) |
| Any   | Masculí                    | Indoor                     | Femení                     |
| ----- | -------------------------- | -------------------------- | -------------------------- |
| 1969  | Don Smith                  | -                          | -                          |
|       |                            |                            |                            |
| 1980  | Ulf Karlson                | -                          | -                          |
|       |                            |                            |                            |
| 1995  | -                          | Marc Colomer               | -                          |
| 1996  | Marc Colomer               | Marc Colomer               | -                          |
|       |                            |                            |                            |
| 2000  | Dougie Lampkin             | Dougie Lampkin             | -                          |
| 2001  | Dougie Lampkin             | Dougie Lampkin             | -                          |
| 2002  | Dougie Lampkin             | -                          | -                          |
| 2003  | Dougie Lampkin             | -                          | -                          |
| 2004  | Takahisa Fujinami          | -                          | Laia Sanz                  |
| 2005  | -                          | -                          | Laia Sanz                  |
| 2006  | -                          | -                          | Laia Sanz                  |
| 2007  | Toni Bou                   | Toni Bou                   | -                          |
| 2008  | Toni Bou                   | Toni Bou                   | Laia Sanz                  |
| 2009  | Toni Bou                   | Toni Bou                   | Laia Sanz                  |
| 2010  | Toni Bou                   | Toni Bou                   | Laia Sanz                  |
| 2011  | Toni Bou                   | Toni Bou                   | Laia Sanz                  |
| 2012  | Toni Bou                   | Toni Bou                   | -                          |
| 2013  | Toni Bou                   | Toni Bou                   | Laia Sanz                  |
| 2014  | Toni Bou                   | Toni Bou                   |                            |
| 2015  | Toni Bou                   | Toni Bou                   |                            |
| 2016  | Toni Bou                   | Toni Bou                   |                            |
| 2017  | Toni Bou                   | Toni Bou                   |                            |
| Total | 19                         | 15                         | 8                          |

Notes
1. ↑  S'hi inclouen només els títols de pilots, no els de marques. No s'hi reflecteixen els campionats mundials de categories inferiors (júniors, juvenils, etc.).
2. ↑  Fins al 1974 inclòs el Campionat era d'Europa, i a partir de 1975 va passar a anomenar-se Campionat del Món.
3. ↑  Tot i que Fujinami guanyà el campionat del 2004 oficialment com a pilot d'Honda, la moto que duia era una Montesa Cota 315 R.

### Cronologia
Tot seguit es relacionen cronològicament algunes fites esportives assolides per la Cota:
- 1968: Debut en competició internacional de la Cota 247 als Sis Dies d'Escòcia. Don Smith hi aconsegueix el tercer lloc final.
- 1969: Montesa aconsegueix la victòria en la classificació per equips als Sis Dies d'Escòcia, amb un equip format per Don Smith, Gordon Farley i Lawrence Telling. Don Smith guanya el Campionat d'Europa amb la Cota 247, fet que n'afavoreix l'exportació arreu del món.[26]
- 1970: Yrjö Vesterinen guanya el Campionat de Finlàndia de trial amb una Cota 247. S'incorporen a l'equip oficial de Montesa dos consagrats pilots britànics: Ian Haydon i Rob Edwards.
- 1971: Gordon Farley guanya per segon any consecutiu el prestigiós Campionat britànic de trial amb una Cota 247.
- 1972: Pere Pi guanya la primera edició dels Tres Dies de Trial de Santigosa amb una Cota 123, superant la nombrosa concurrència equipada amb motos de cilindrada superior (Sherpa T 350, OSSA MAR 250 i Cota 247).
- 1973: Montesa guanya, entre d'altres, els campionats estatals de Suècia (Benny Sellman), Bèlgica (Jean-Marie Lejeune i Alemanya (Felix Krahnstöver), tots ells amb Cota 247.
- 1975: Malcolm Rathmell deixa Bultaco i fitxa per Montesa. Comença el desenvolupament de la futura Cota 348.
- 1979: Amb una Cota 348, Malcolm Rathmell aconsegueix la primera victòria de Montesa als Sis Dies d'Escòcia.
- 1980: A causa del daltabaix de Bultaco, alguns pilots oficials d'aquesta marca fitxen per Montesa: Yrjö Vesterinen n'és el primer, seguit a mitja temporada per Manuel Soler i Charles Coutard. Yrjö Vesterinen esdevé el primer no britànic a guanyar els Sis Dies d'Escòcia, tot pilotant una Cota 349. Marland Whaley guanya, per segon any consecutiu, el Campionat dels EUA de trial amb una Cota 349. Ulf Karlson es proclama Campió del Món[1] amb el prototipus de la futura versió de la Cota 349, de color blanc. Montesa guanya també el títol de marques.
- 1981: Montesa revalida el títol de marques amb un equip format per Ulf Karlson, Manuel Soler i Charles Coutard.
- 1982: Toni Gorgot entra a l'equip oficial de Montesa.
- 1983: Toni Gorgot aconsegueix el primer triomf netament català als Sis Dies d'Escòcia tot pilotant una Cota 349.
- 1987: Un cop superats els problemes financers de l'empresa i consumada l'absorció per Honda, Montesa torna a apostar fort pel trial. Al novembre apareix la Cota 307 i Philippe Berlatier entra a l'equip oficial.
- 1988: Eddy Lejeune fitxa per Montesa per a pilotar la Cota 307.
- 1996: Marc Colomer guanya el Campionat del Món[27] -setze anys després que Ulf Karlson- amb la Cota 315 i arrodoneix l'èxit tot guanyant també el mundial indoor.
- 2000: Montesa aconsegueix les tres primeres posicions del Campionat del Món amb Dougie Lampkin, Takahisa Fujinami i Marc Colomer. Lampkin guanya també el mundial indoor.
- 2001-2003: Doug Lampkin revalida el mundial indoor el 2001 i encarrila tres mundials outdoor més (2001 a 2003).
- 2004: Takahisa Fujinami guanya el Campionat del Món amb la Cota 315 R (tot i que oficialment ho fa per a la marca Honda). És el darrer títol aconseguit per aquest model, ja que el 2005 es presenta la nova Cota 4RT de quatre temps.
- 2007-2017: Toni Bou, en el seu debut com a pilot oficial de Montesa-HRC, aconsegueix els títols mundials indoor i outdoor del 2007. Des d'aleshores i fins al 2017 ha guanyat consecutivament tots els títols mundials d'ambdues modalitats. D'altra banda, Laia Sanz ha guanyat -també amb l'equip Montesa-HRC- el mundial femení consecutivament entre el 2004 i el 2011, i també el de 2013.

Nota. A banda de tots els pilots esmentats fins ara, cal dir que Montesa ha comptat durant la seva història amb nombrosos pilots internacionals d'alt nivell. A tall d'exemple, cal recordar entre molts altres els britànics Brian Hutchinson, Charlie Harris, Jack Galloway, John Hemingway, Rob Shepherd o Nigel Birkett, els belgues Jean-Luc Colson, Roger George o Victor Gigot i l'italià Fulvio Adamoli. Pel que fa als catalans, mereixen especial esment Leopoldo Milà, Quico Payà, Jaume Subirà, Miquel Cirera, Pere Ollé, Andreu Codina i Lluís Gallach.

## Models

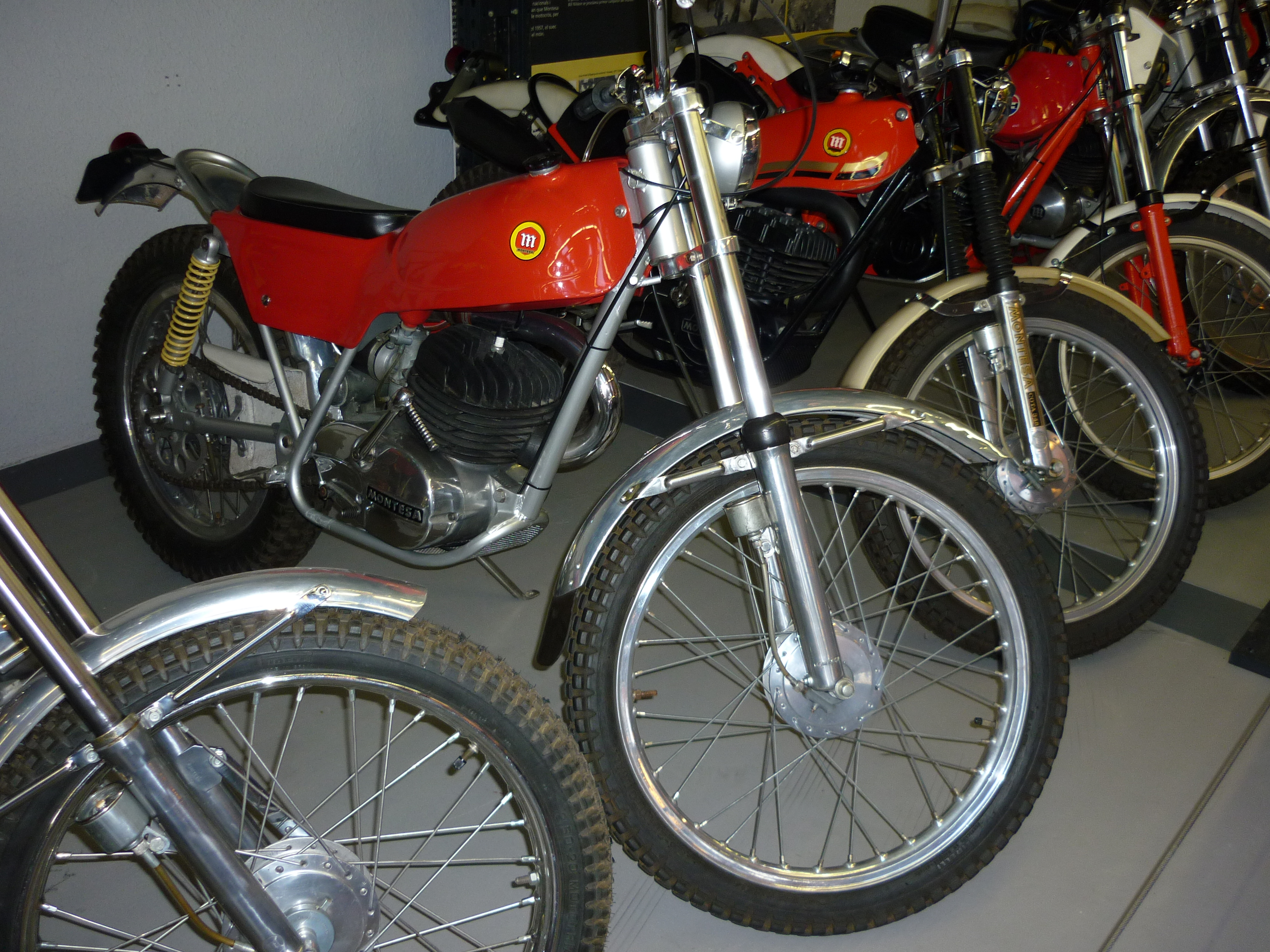
Diverses versions històriques de Cota. D'esquerra a dreta: Cota 247 (1971), Cota 348 (1978) i MH 349 (1982)

L'època compresa entre la dècada de 1960 i la de 1980 fou la de major difusió de la Cota. Seguint la filosofia del moment, en aquella època la moto es venia amb tots els avenços tècnics que havien provat en competició els pilots oficials de la marca, amb la qual cosa qualsevol afeccionat podia adquirir a la botiga una motocicleta capaç de guanyar, sense cap retoc, el Campionat del Món.
Durant aquells anys, l'oferta de la Cota era molt diversa. En un concessionari Montesa, el client podia triar entre fins a nou models diferents de la gamma: Cota 25, Cota 49, Cota 74, Cota 74-T, Cota 123, Cota 123-T, Cota 172, Cota 247 i Cota 247-T. L'empresa en va arribar a vendre al voltant de 80.000 unitats.

### Llista de models produïts

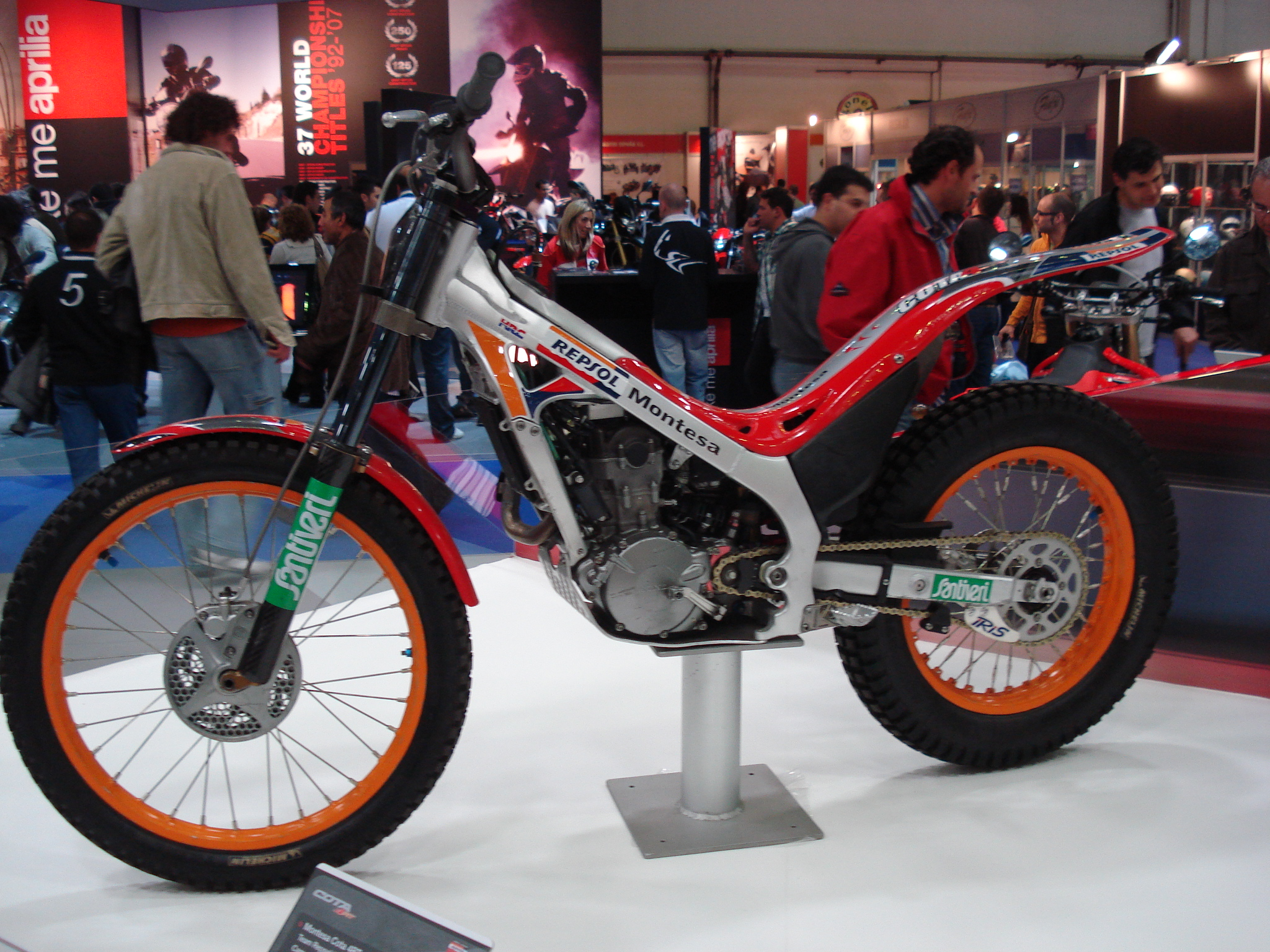
La Cota 4RT de Toni Bou de 2008

A 31 d'agost de 2017
| Model          | Cilindrada | Primera versió | Darrera versió |
| -------------- | ---------- | -------------- | -------------- |
| Cota 247       | 247 cc     | 1968           | 1978           |
| Cota 247-T     | 247 cc     | 1974           | 1978           |
| Cota 247 C     | 237 cc     | 1978           | 1978           |
|                |            |                |                |
| Cota 25        | 49 cc      | 1971           | 1978           |
| Cota 49        | 49 cc      | 1972           | 1978           |
|                |            |                |                |
| Cota 74        | 74 cc      | 1972           | 1978           |
| Cota 74-T      | 74 cc      | 1976           | 1976           |
| Cota 80        | 74 cc      | 1982           | 1982           |
| Cota 123       | 123 cc     | 1972           | 1980           |
| Cota 123 Trail | 123 cc     | 1979           | 1979           |
| MH 123         | 123 cc     | 1982           | 1982           |
| Cota 172       | 157 cc     | 1975           | 1975           |
|                |            |                |                |
| Cota 348       | 306 cc     | 1976           | 1978           |
| Cota 348 Trail | 306 cc     | 1977           | 1982           |
| Cota 349       | 349 cc     | 1979           | 1982           |
| MH 349         | 349 cc     | 1982           | 1982           |
| Cota 350       | 349 cc     | 1983           | 1983           |
|                |            |                |                |
| Cota 200       | 173 cc     | 1980           | 1980           |
| MH 200         | 173 cc     | 1982           | 1982           |
|                |            |                |                |
| Cota 248       | 239 cc     | 1980           | 1980           |
| Cota 242       | 237 cc     | 1984           | 1985           |
|                |            |                |                |
| Cota 50        | 50 cc      | 1984           | 1992           |
|                |            |                |                |
| Cota 330       | 327 cc     | 1985           | 1985           |
|                |            |                |                |
| Cota 125       | 125 cc     | 1986           | 1986           |
|                |            |                |                |
| Cota 304       | 237 cc     | 1986           | 1986           |
|                |            |                |                |
| Cota 335       | 327 cc     | 1986           | 1986           |
| Cota 335 Trail | 327 cc     | 1988           | 1988           |
|                |            |                |                |
| Cota 307       | 237 cc     | 1987           | 1987           |
|                |            |                |                |
| Cota 309       | 258 cc     | 1988           | 1988           |
| Cota 310       | 258 cc     | 1989           | 1991           |
| Cota 311       | 258 cc     | 1992           | 1993           |
|                |            |                |                |
| Cota 314 R     | 261 cc     | 1994           | 1995           |
|                |            |                |                |
| Cota 315 R     | 249 cc     | 1996           | 2004           |
|                |            |                |                |
| Cota 4RT       | 249 cc     | 2005           | 2013           |
| Cota 4RT 260   | 258 cc     | 2013           | 2017           |
|                |            |                |                |
| Cota 300RR     | 288 cc     | 2015           | 2017           |

1. ↑  A partir de 1986 el model Cota el produeix Montesa Honda, un cop absorbida totalment l'antiga Montesa.

### Evolució per tipus de motor

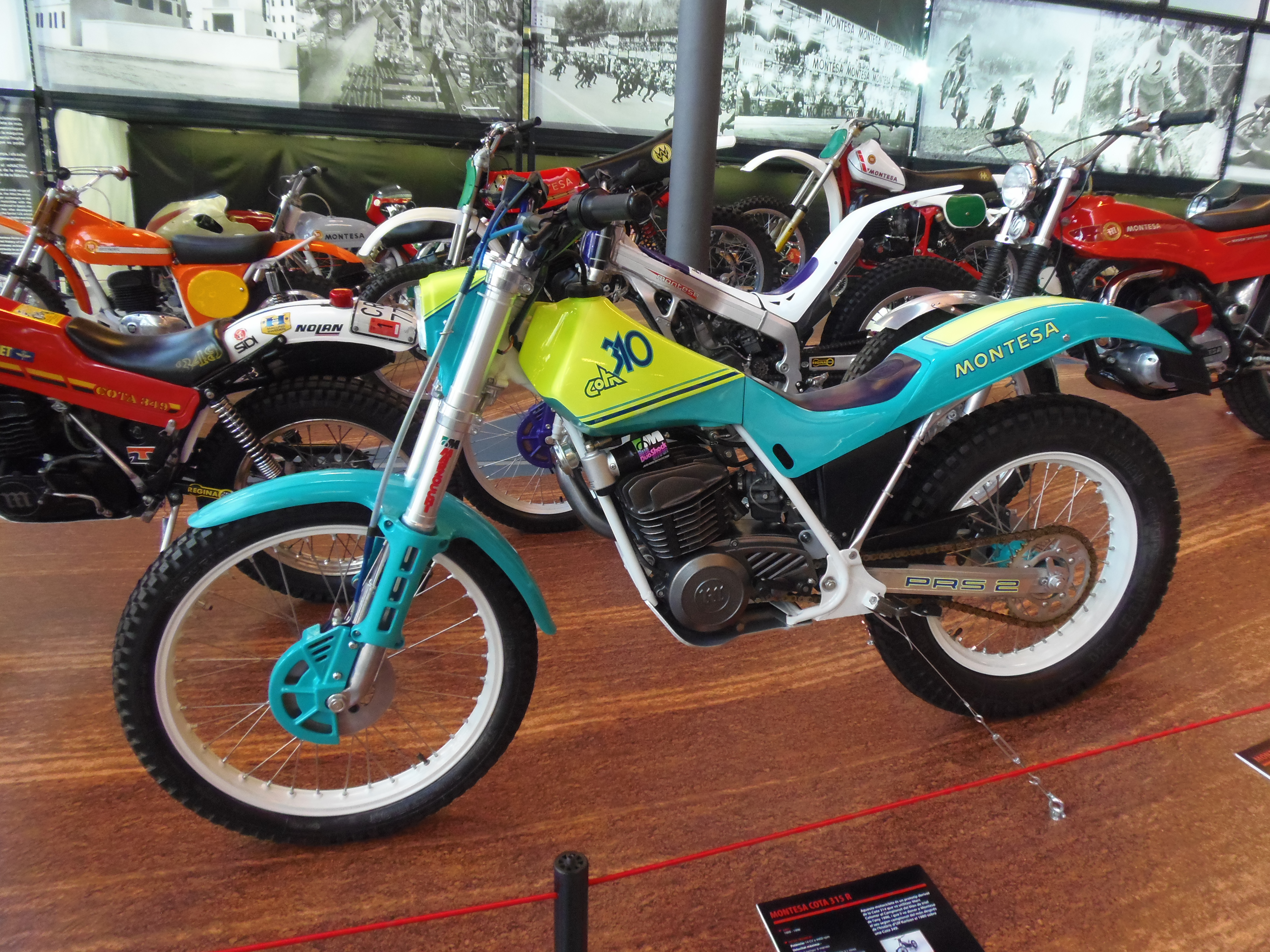
La Cota 310 (1989-1991) fou la darrera amb motor refrigerat per aire

- Motor tipus "348":

Cota 247 (1968)
→ Cota 348 (1976) → Cota 349 (1979) → Cota 350 (1983) → Cota 330 (1985) → Cota 335 (1986)
→ Cota 248 (1980)
- Trial infantil:

Cota 25 (1971) → Cota 49 (1972) → Cota 50 (1984)
- Motor tipus "123":

Cota 74 (Cota 80) / Cota 123 (1972)
→ Cota 172 (1975) → Cota 200 (1980) → Cota 242 (1984) → Cota 304 (1986) → Cota 307 (1987) → Cota 309 (1988) → Cota 310 (1989)
→ Cota 125 (1986)
- Motor refrigerat per aigua:

Cota 311 (1992) → Cota 314 R (1994) → Cota 315 R (1996)
- Motor de quatre temps:

Cota 4RT (2005) → Cota 4RT 260 (2013) → Cota 300RR (2015)